# (200360) 2000 PN25
(200360) 2000 PN25 es un asteroide perteneciente al cinturón de asteroides descubierto el 4 de agosto de 2000 por el equipo del Lincoln Near-Earth Asteroid Research desde el Laboratorio Lincoln, Socorro, Nuevo México, Estados Unidos.

## Designación y nombre
Designado provisionalmente como 2000 PN25.

## Características orbitales
2000 PN25 está situado a una distancia media del Sol de 2,526 ua, pudiendo alejarse hasta 3,204 ua y acercarse hasta 1,849 ua. Su excentricidad es 0,268 y la inclinación orbital 17,11 grados. Emplea 1467,22 días en completar una órbita alrededor del Sol.

## Características físicas
La magnitud absoluta de 2000 PN25 es 16,6. 